# Craigcrook Castle

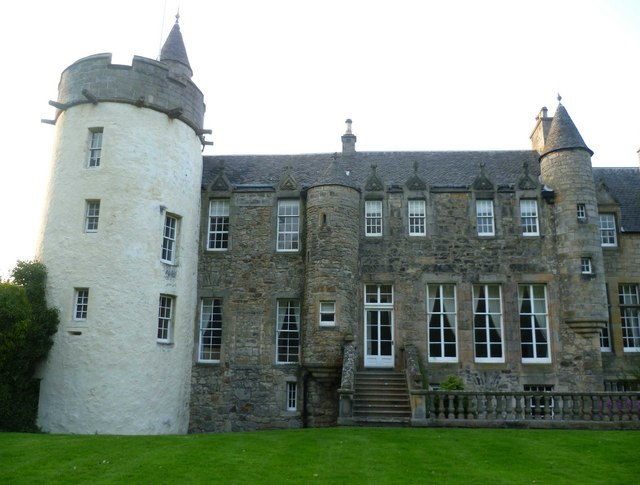
Craigcrook Castle

Craigcrook Castle ist eine guterhaltene Burg im Stadtteil Blackhall der schottischen Hauptstadt Edinburgh. Das Gebäude, das hauptsächlich aus dem 17. Jahrhundert stammt (mit späteren Ergänzungen) bedeckt eine 622,5 m² große Fläche etwa 4,8 km westlich des Stadtzentrums. Im 19. Jahrhundert wohnte dort ‚‘Francis Jeffrey, Lord Jeffrey‘‘, der für seine Literatursammlung bekannt wurde. Historic Scotland hat die Burg als historisches Bauwerk der Kategorie B gelistet.

## Geschichte

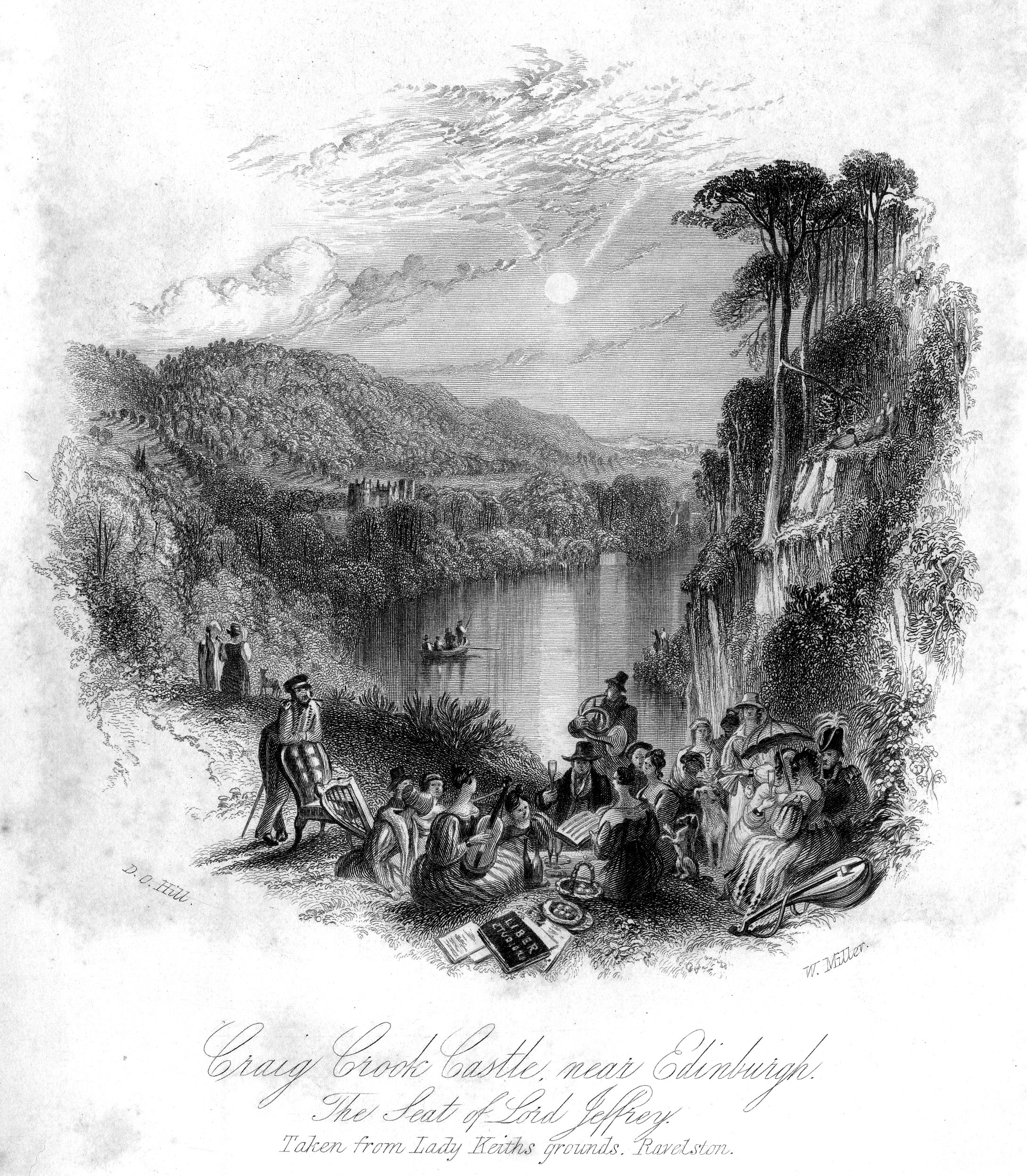
Craigcrook Castle in den 1830er-Jahren

Das Gelände von Craigcrook war im 14. Jahrhundert im Besitz des Clan Graham. 1362 wurde es den Kaplanen der St Giles’ Cathedral gestiftet. Es ging durch viele weitere Hände, bis William Adamson, ein Kaufmann und Bürger von Edinburgh, es in Besitz nahm. Adamson besaß große Ländereien im heutigen Nordwestteil von Edinburgh, z. B. in Craigleith, Groathill und Clermiston. Am 10. September 1547 fiel er in der Schlacht bei Pinkie Cleugh. Die Familie Adamson ließ Craigcrook Castle neu aufbauen und behielt es bis 1659 in Besitz; dann wurde es an John Mein, einen weiteren Kaufmann aus Edinburgh, verkauft. Zehn Jahre später wohnte dort Sir John Hall aus Dunglass, der 1689 Lord Provost of Edinburgh war. Hall verkaufte das Anwesen 1682 an Walter Pringle, einen Rechtsanwalt, der es wiederum 1689 an John Strachan, den Writer to the Majesty's Signet weiterverkaufte. Nach Strachans Tod 1719 hinterließ er seine Besitzungen, einschließlich Craigcrook Castle, für gemeinnützige Zwecke. Die gemeinnützige Craigcrook Mortification, die nach Strachans Tod gegründet wurde, behielt Burg und Anwesen.
Man weiß nicht, wann die Burg genau gebaut worden ist. Nach dem Baustil hat man den Hauptteil der Bauphase auf Anfang des 17. Jahrhunderts datiert. Aber die Art des Gewölbes im Inneren weist auf den Kern einer älteren Festung hin, die damals umfassend überbaut und erweitert wurde.
Der Verleger Archibald Constable wohnte in Craigcrook Castle bis 1815, dann wurde es das Heim von Rechtsanwalt und Literaturkritiker Francis Jeffrey, Lord Jeffrey (1753–1850). Bald nachdem Jeffrey die Burg gepachtet hatte, ließ er nördlich einen Salonflügel anbauen und 1818 beauftragte er David Roberts mit der Ausschmückung der Bibliothek. 1835 beauftragte er William Playfair mit der Umgestaltung des Hauptgebäudes und dem Neubau des Ostflügels. Während der Verpachtungen an Constable und Jeffrey besuchte Sir Walter Scott die Burg häufig. Der Geist von Lord Jeffrey soll das Gebäude heimsuchen.
Ein weiterer Pächter im 19. Jahrhundert war der Schriftsteller und Politiker William Stirling-Maxwell, der 1855 die Nutzung des Grundstückes dem englischen Dichter Gerald Massey anbot, der damals in Edinburgh als Herausgeber der Edinburgh News lebte. Massey schrieb später das Gedicht Craigcrook Castle, das als eines der vollständigsten Gedichte in Blankversen angesehen wird.
Der Pächter nach Jeffreys Tod war John Hunter Watt. Craigcrook Castle war im 19. Jahrhundert für seine literarischen Soirées bekannt; unter den Gästen waren Charles Dickens, Hans Christian Andersen, George Eliot und Lord Tennyson.
Robert Croall fügte um 1891 ein Billardzimmer im Osten an, der Architekt war Thomas Leadbetter. Ein weiterer Anbau kam 1968, als das Anwesen zu einer Basis für eine architektonische Praxis wurde. Am 14. Juli 1966 wurde das Gebäude als historisches Bauwerk der Kategorie B gelistet. Craigcrook Castle war von 1986 bis 2004 das schottische Hauptquartier der Marine Harvest Ltd, einer internationalen Fischzuchtgesellschaft. Benjamin Tindall Architects restaurierten 1989 das Innere der Burg. Anschließend diente es bis 2014 als Geschäftshaus und wurde dann für Wohnzwecke zum Verkauf angeboten.

## Beschreibung

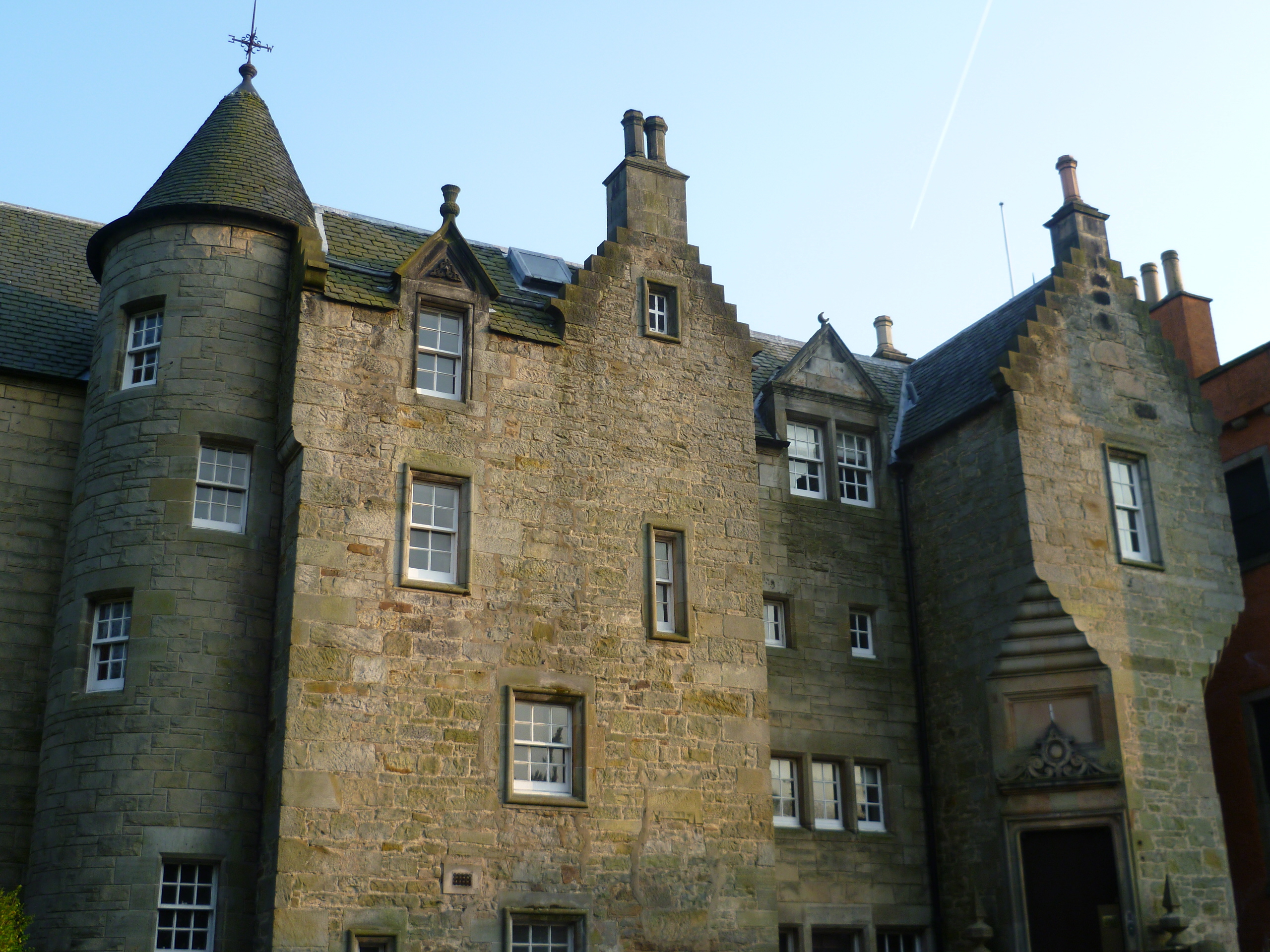
Craigcrook Castle 2011

Die Burg liegt in der Nähe des Costorphine Hill und war ein schönes Stadthaus. Die Geschichte der Gemeinde Cramond weiß zu berichten: „Im Südwesten von Drylaw, in einer Senke am Fuß des Costorphine Hill, der hier eine Biegung (engl.: Crook) nach Osten macht, wovon der Name abgeleitet ist, steht Craigcrook, offensichtlich das älteste Gebäude in der Gemeinde.“
Die begann ihre Geschichte als Wohnturm mit Z-förmigem Grundriss, aber im Laufe der Zeit wurden viele Anbauten getätigt, sodass sich sowohl außen als auch innen eine wilde Mischung von Baustilen ergibt. Es gibt einen Rundturm an der Südwestecke und einen Turm mit quadratischem Grundriss im Nordosten.
Der Hauptblock bedeckt eine Grundfläche von etwa 18,3 Metern × 6,1 Metern und ist drei Stockwerke hoch. Das Erdgeschoss hatte früher eine Gewölbedecke, so wie heute noch die oberen Stockwerke und der runde Turm. Der Rundturm hat einen Durchmesser von 6,1 Metern, der quadratische Turm eine Grundfläche von 5,2 Metern × 5,2 Metern; die Treppe des letzteren befindet sich in der Südostecke. Es gibt einen Eingangsturm, den Playfair baute. Die Burg hat Staffelgiebel und Dachgauben mit Ziergiebeln. Einige der Arbeiten aus dem 19. Jahrhundert im Inneren der Burg sind von Interesse, z. B. Wandgemälde von David Roberts.
Eine Mauer aus dem 17. Jahrhundert friedet noch immer den Garten ein; sie hat eine Toreinfahrt mit gerollten Verzierungen, dessen Ziergiebel das Baujahr 1626 angibt.